# 方鳳 (正德進士)
方鳳（1474年—1550年），字時鳴，號改亭，直隶蘇州府崑山縣人，明朝政治人物。

## 生平
由國子生中式戊午科（1498年）應天府鄉試第六十九名舉人，正德三年（1508年）戊辰科會試第四十六名，第三甲第十四名進士。初授行人司行人，九年六月选授浙江道御史，復除湖广道御史，嘉靖初以議大禮，二年（1523年）二月外放为广东按察司佥事，遂挂冠而归。著有《方改亭奏草》。
与句容曹鍷、嘉定沈灼合稱“三諫”。

## 家族
曾祖方文貴。祖父方盛，遇例冠帶。父方麟，州吏目。母朱氏。具庆下，兄方鹏，同科进士。子方範，萬曆甲戌進士。